# Synoestropsis euryphlebia
Synoestropsis euryphlebia là một loài Trichoptera trong họ Hydropsychidae. Chúng phân bố ở vùng Tân nhiệt đới.